# 湘南国际女子短期大学
湘南国际女子短期大学（日语：／ Shonan Kokusai Tankidaigaku *），简称湘国短，是过去一所位于日本神奈川县藤泽市的私立短期大学。

## 概要

### 简介
- 源流成立于1940年[1]。短期大学为于1991年开办[2]、由学校法人田村学园经营从2005年（原学校法人北镰仓女子学园经营）、招生到于2006年、停办于2008年[2]。

### 历史
- 1991年 湘南国際女子短期大学成立并同时设置两个学科、以下列举。
  - 英语学科[注 2]
  - 国际教养学科[注 2]
- 2001年 两个学科各自合并为国际商务总合学科[2]。
- 2006年 招生最后、次年停止招生（正式停办于2008年7月31日[2]）。

## 学校环境
- 校区：在了神奈川县藤泽市[注 1]

## 历任校长
- 井上茂：第一代短期大学校长[3]。

## 组织

### 学科
- 国际商务总合学科

### 前学科
| - 英语学科 - 国际教养学科 |

### 专科
| - 没有 |

### 业余课程
| - 没有 |

## 相关链接
- 日本短期大学列表